# Eat/Kiss: Music for the Films by Andy Warhol
Eat/Kiss: Music for the Films by Andy Warhol je soundtrackové album velšského hudebníka a skladatele Johna Calea. Vydáno bylo v červnu roku 1997 společností Hannibal Records. Jde o soundtrack k filmům Eat a Kiss, které o tři dekády dříve natočil Andy Warhol. Cale kompozici původně zahrál během dvou vystoupení v listopadu 1994 ve Warholově muzeu v Pittsburghu, a to za doprovodu dvou dalších členů skupiny The Velvet Underground – kytaristy Sterlinga Morrisona a bubenice Maureen Tuckerové. Poté, co Morrison zemřel, Cale spolu s Tuckerovou a dalšími hudebníky představil rozšířenou verzi skladby ve francouzském Lille. Právě z tohoto koncertu pochází záznam na tomto albu. Kromě samotné hudby k filmům Eat a Kiss při vystoupení zazněla také píseň „Frozen Warnings“ od Nico.

## Seznam skladeb
| Kiss   | Kiss        | Kiss  |
| Pořadí | Název       | Délka |
| ------ | ----------- | ----- |
| 1.     | Movement 01 | 2:59  |
| 2.     | Movement 02 | 7:33  |
| 3.     | Movement 03 | 4:30  |
| 4.     | Movement 04 | 3:48  |
| 5.     | Movement 05 | 1:58  |
| 6.     | Movement 06 | 5:21  |
| 7.     | Movement 07 | 1:52  |
| 8.     | Movement 08 | 1:15  |
| 9.     | Movement 09 | 5:14  |
| 10.    | Movement 10 | 4:33  |
| 11.    | Movement 11 | 6:14  |

| Eat            | Eat            | Eat   |
| Pořadí         | Název          | Délka |
| -------------- | -------------- | ----- |
| 12.            | Movement 12    | 8:22  |
| 13.            | Movement 13    | 7:01  |
| 14.            | Movement 14    | 3:56  |
| 15.            | Movement 15    | 2:04  |
| Celková délka: | Celková délka: | 66:40 |

## Obsazení
- John Cale – klávesy
- Maureen Tuckerová – perkuse
- B. J. Cole – pedálová steel kytara, klavír
- Jimmy Justice – hlasy
- Tiyé Giraud – hlasy
- Martha Mooke – viola
- Todd Reynolds – housle
- David Soldier – dvanáctistrunná kytara, housle
- moe. – cembalo